# اینتمپو
اینتمپو (انگلیسی: Intempo) ساختمان اداری ۵۵ طبقه مستقر در شهر بنیدورم، اسپانیا است، که پروژه ساخت آن در سال ۲۰۰۶ آغاز شد و در سال ۲۰۲۱ به بهره‌برداری رسید.